# Blindeninstitutsstiftung
 (septembre 2018).
La Blindeninstitutsstiftung (en français, Fondation de l'institut des aveugles) est une fondation de droit public à but non lucratif. L'objectif de la fondation est d'éduquer, de promouvoir et de soigner les personnes aveugles et malvoyantes, en mettant l'accent sur le soutien des personnes ayant de multiples handicaps.
Dans sept localités de Bavière et de Thuringe, la Fondation dispose d'institutions pour les aveugles, de centres d'intégration précoce, d'écoles, de garderies, d'internats et de lieux de vie, d'offres thérapeutiques et de soutien et d'ateliers. Les services mobiles soutiennent les enfants et adolescents aveugles ou malvoyants dans les écoles ordinaires. En outre, la fondation offre des centres de conseil à toutes les personnes concernées et aux parents sur tous les aspects de la vision, de la cécité et du handicap multiple.

## Histoire
L'établissement remonte à la formation de l'Association pour la promotion de l'institut pour aveugles du district pour la Basse-Franconie et Aschaffenbourg par le comte Moritz à Bentheim-Tecklenburg-Rheda en 1853. Le 4 décembre 1853, la première école pour aveugles est ouverte à Wurtzbourg. En 1909, l’Institut des aveugles emménage dans une nouvelle école et une nouvelle maison à Franz-Ludwig-Straße.